# إعادة التحريج
إعادة التحريج  (أو إعادة تشجير الغابات) هي عملية إعادة تشجير الغابات من أجل تحسين نوعية الحياة البشرية من خلال امتصاص التلوث والغبار من الجو، وإعادة بناء المصادر الطبيعية والنظم البيئية، والتخفيف من ظاهرة الاحتباس الحراري حيث أن الغابات تسهل التخلص من ثناني أكسيد الكربون في الغلاف الجوي

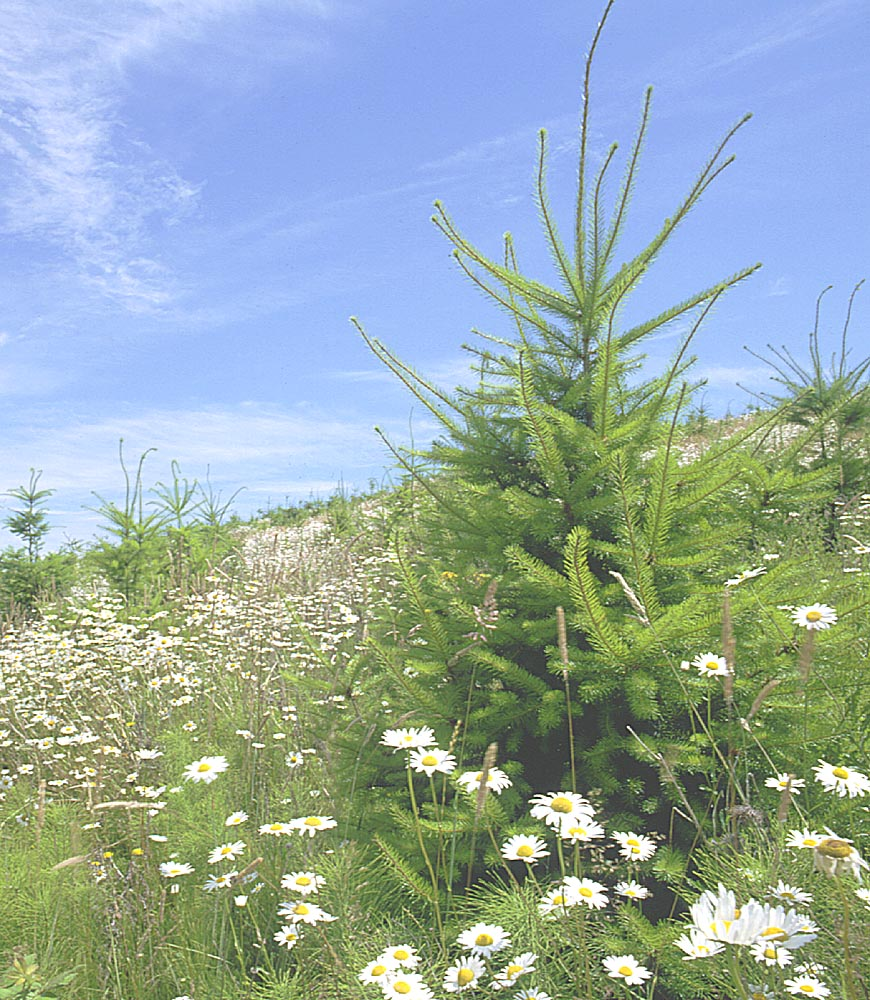
أرض إعادة غابة من 15 سنة

إعادة الغابات هي عملية إعادة تشجير الغابات.

## الإدارة
من المسائل التي نوقشت في مسألة إعادة التحريج المُوجه هي مسألة حصول الغابة المُعاد تحريجها على نفس التنوع الحيوي للغابة الأصلية. فإذا استُبدلت الغابة بنوع واحد فقط من الأشجار ومُنعت كل النباتات الأخرى من النمو، فستكون النتيجة هي الغابة أحادية المحاصيل المُشابهة للمحاصيل الزراعية. ومع ذلك، تشمل معظم عمليات إعادة التحريج زراعة مجموعة مختارة ومختلفة من الشتلات المأخوذة من المنطقة، والتي تكون في كثير من الأحيان متعددة الأنواع.
يُعتبر التجديد الطبيعي لمجموعة واسعة من الأنواع عاملًا مهمًا آخر، والذي يمكن أن يحدث خلال إزالة أنواع محددة من الأشجار. أدت مكافحة حرائق الغابات لمئات السنين في بعض المناطق إلى تشكُّل بيئات حراجية كبيرة العمر ووحيدة النوع.
يزيد القطع المحدد للأشجار الصغيرة/ أو الحرق الموصوف فعلياً من التنوع الحيوي في هذه المناطق، وذلك عن طريق إنشاء مجموعة أكبر من أعمار الأشجار الحراجية وأنواعها.

## من أجل الحصاد
لا يُعتبر استخدام إعادة التحريج لاستعادة الغابات المدمرة عن طريق الخطأ ضرورياً وحسب. ففي بعض البلدان مثل فنلندا، تُدار العديد من الغابات بواسطة المنتجات الخشبية وصناعة اللب والورق. تُزرع هذه الأشجار مكان تلك التي قُطعت في ترتيبها نفسه، مثل المحاصيل الأخرى.
في مثل هذه الظروف، يمكن للقطاع الصناعي أن يقطع الأشجار بطريقة تسمح بإعادة تحريج أسهل. تستبدل شركات صناعة المنتجات الخشبية بشكل منتظم العديد من الأشجار التي تقطعها، إذ توظف أعداداً كبيرة من العمال في الصيف من أجل زراعة الأشجار. على سبيل المثال، أبلغت شركة ويريهاوسر في عام 2010 عن زراعة 50 مليون شتلة. ومع ذلك، فإن إعادة تحريج غابة قديمة النشوء بمزرعة واسعة جديدة، لا يعوض الخصائص التي تمتلكها.
تستطيع مزرعة خشب الساج الكبير الواسعة في كوستاريكا خلال 20 عاماً فقط، إنتاج ما يصل إلى 400 متر مكعب من الخشب لكل هكتار. تزداد الأسعار التي يدرها خشب الساج المزروع في المزارع كل عام عندما تندر غابات الساج الطبيعية في آسيا أو يصبح من الصعب الحصول على تلك الأخشاب. تنمو الأنواع الأخرى مثل شجر الماهوجني بشكل أبطأ من أشجار خشب الساج الموجودة في أمريكا الاستوائية، والتي تعتبر أيضاً ذات قيمة كبيرة. تشتمل الأنواع الأسرع نمواً على الصنوبر والأوكالبتوس والإغميليا الشجرية.
يمكن أن يوفر إعادة التحريج فوائد أخرى بالإضافة إلى العائدات المالية، بما في ذلك استصلاح التربة وتجديد أنواع النباتات والحيوانات المحلية، والتقاط ومعالجة 38 طناً من غاز ثاني أكسيد الكربون لكل هكتار في السنة.
لا يُعتبر إحياء الغابات مجرد غرس بسيط للأشجار. تتكون الغابات من مجموعة من الأنواع التي تُشكل المواد العضوية الميتة في التربة مع مرور الوقت. يمكن لبرنامج غرس الأشجار أن يحسن المناخ المحلي ويقلل من متطلبات حرق كميات كبيرة من الوقود الأحفوري المٌستخدم للتبريد في فصل الصيف.

## التخفيف من حدة تغير المناخ
تُعتبر الغابات جزءاً مهماً من دورة الكربون العالمية، لأن الأشجار والنباتات تمتص غاز ثاني أوكسيد الكربون من خلال عملية التركيب الضوئي. تعمل الغابات كمصارف لغاز الكربون عن طريق إزالة الغازات الدفيئة من الهواء، ما يعني أنها تخزن كميات كبيرة من الكربون.
تمثل الغابات ما يعادل ضعف كمية الكربون الموجود في الغلاف الجوي في أي وقت. تزيل الغابات حوالي ثلاثة مليارات طن من الكربون المنبعث من البشر كل عام، حتى مع الزيادة الحاصلة في إنتاجه من قبل البشر. ويمثل هذا الرقم حوالي 30% من جميع انبعاثات غاز ثاني أوكسيد الكربون الناتجة عن احتراق الوقود الأحفوري. وبالتالي، يميل توسع الغطاء الغابوي الشامل إلى التخفيف من الاحتباس الحراري.
توجد هناك أربع استراتيجيات رئيسية متاحة للتخفيف من انبعاثات غاز الكربون من خلال الأنشطة الحرجية: زيادة مساحة الأراضي الحرجية من خلال عملية إعادة التحريج؛ وزيادة كثافة الكربون في الغابات الممتدة على نطاق واسع؛ وتوسيع استخدام المنتجات الحرجية التي ستحل محل الوقود الأحفوري بشكل مستدام؛ وخفض انبعاثات الكربون الناتجة عن إزالة الغابات وتدهورها.
يتطلب تحقيق الاستراتيجية الأولى بذل جهود كبيرة وواسعة النطاق. ومع ذلك، هناك العديد من المنظمات في جميع أنحاء العالم التي تشجع زراعة الأشجار كوسيلة لمعادلة انبعاثات غاز الكربون، وذلك لغرض صريح وهو الحد من التغير المناخي. على سبيل المثال، أطلق معهد جيد غودال في الصين من خلال قسم شنغهاي للجذور والبراعم، مشروع مليون شجرة في كولون تشي في منغوليا الداخلية، لزراعة مليون شجرة من أجل وقف التصحر والمساعدة في الحد من تغير المناخ.
استخدمت الصين 24 مليار متر مربع من المزارع الحرجية الجديدة وأعادت تنمية الغابات الطبيعية لمعادلة 21 % من انبعاثات الوقود الأحفوري الصيني في عام 2000.
يُعطي كل زوجين حديثي الزواج في جاوة في إندونيسيا 5 شتلات لمكافحة ظاهرة الاحتباس الحراري لكل من يحضر زفافهما. ويجب على كل زوجين يرغبان في الحصول على الطلاق إعطاء 25 شتلة لمن يطلقهما.